# One Piece: Omatsuri Danshaku to Himitsu no Shima
One Piece: Omatsuri Danshaku to Himitsu no Shima (ONE PIECE オマツリ男爵と秘密の島 Wan Pisu Omatsuri Danshaku to Himitsu no Shima?) (en español: Barón Omatsuri y la Isla Secreta) es la sexta película basada en el anime y manga One Piece estrenada en cines en marzo de 2005.

## Argumento
La tripulación del Sombrero de Paja obtiene un anuncio para una isla de recreo en el Grand Line dirigido por el Baron Omatsuri. Luffy decide aprovechar esta oportunidad para descansar y relajarse. Por desgracia, cuando llegan a la isla, se les pide a competir en concursos a través de la unidad de acceso a la relajación. Sin embargo, parece que hay un aire misterio en la isla, como los Piratas del Sombrero de Paja empiezan a luchar entre sí, mientras que individualmente Robin, Chopper y Luffy buscan cual es el secreto que esconde esta isla.

## Personajes
- Mayumi Tanaka como Monkey D. Luffy
- Kazuya Nakai como Roronoa Zoro.
- Akemi Okamura como Nami.
- Kappei Yamaguchi como Usopp.
- Hiroaki Hirata como Sanji.
- Ikue Ohtani como Tony Tony Chopper.
- Yuriko Yamaguchi como Nico Robin.

## Personajes  exclusivos de la película
- Baron Omatsuri
- Daisy
- DJ Gappa
- Muchigorou
- Daisuke Sakaguchi como Rick
- Roza
- Keroshot
- Flower
- Ochanomababa
- Kerojii
- Muchigorou
- Brief

## Música
Tema de cierre (ending)
- "Yume Miru Goro wo Sugitemo" por Kishidan